# 背板

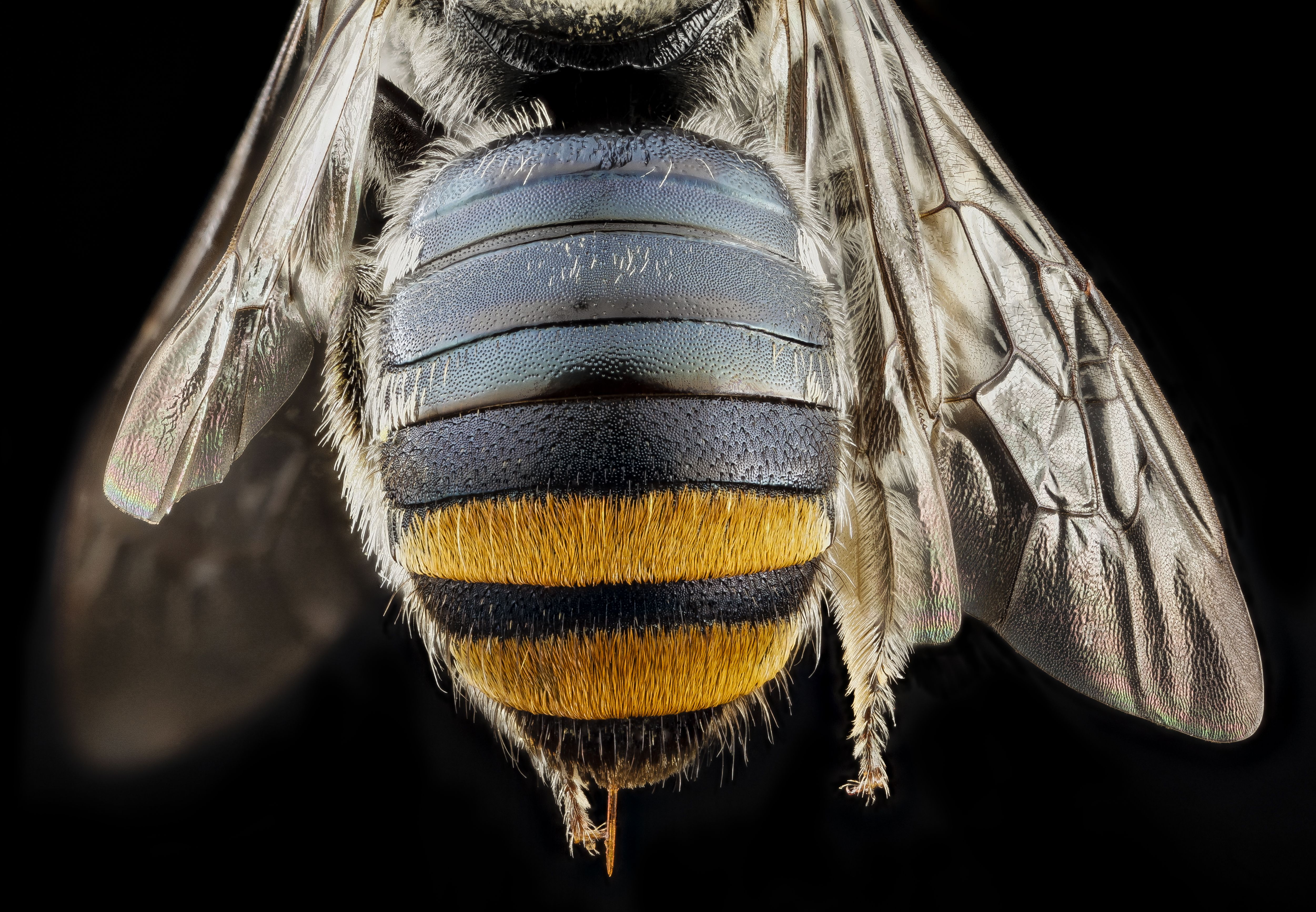
ハチの腹部の背板

背板（はいばん、せいた、英：tergite、tergum、複数形：tergites、terga）は、節足動物の体の背面を覆いかぶさった外骨格である。名前はラテン語で「背面」を意味する「tergum」に由来する。
通常、「背板」という名は胴部（胸部・腹部・後体など）背面の外骨格に用いられ、先頭の合体節（頭部・頭胸部・前体）の背板は頭板（cephalic plate）・背甲（carapace, head shield, prosomal dorsal shield, peltidium）・甲皮（head sclerite）などとして区別される。昆虫の場合、胸部の背板は英語では「notum」として腹部の背板から区別される。

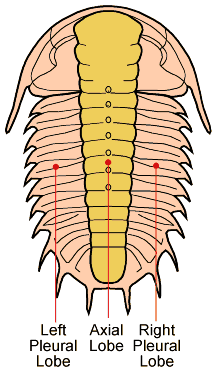
三葉虫の背板の軸部（黄色）と肋部（ピンク色）

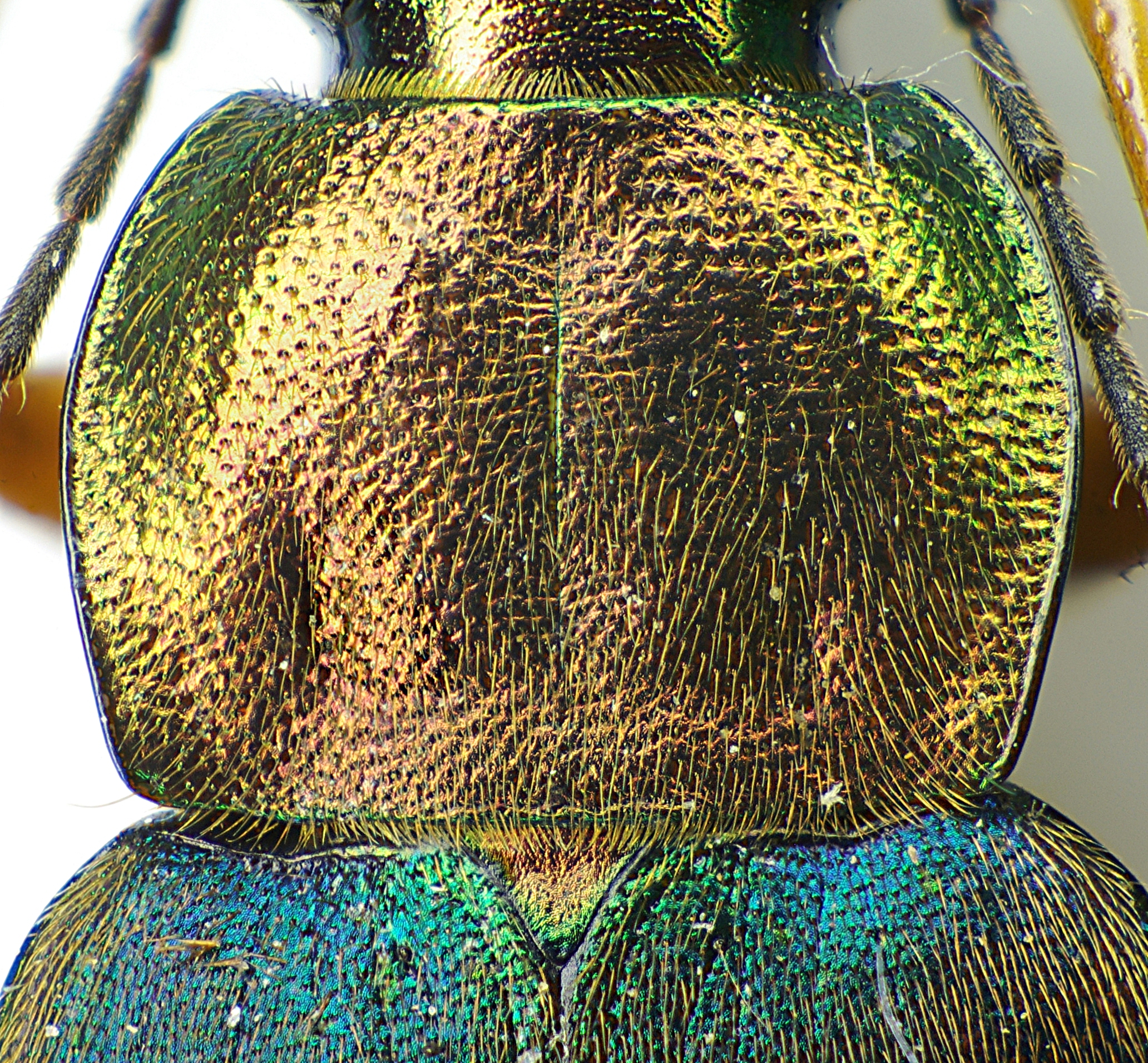
ゴミムシの前胸背板
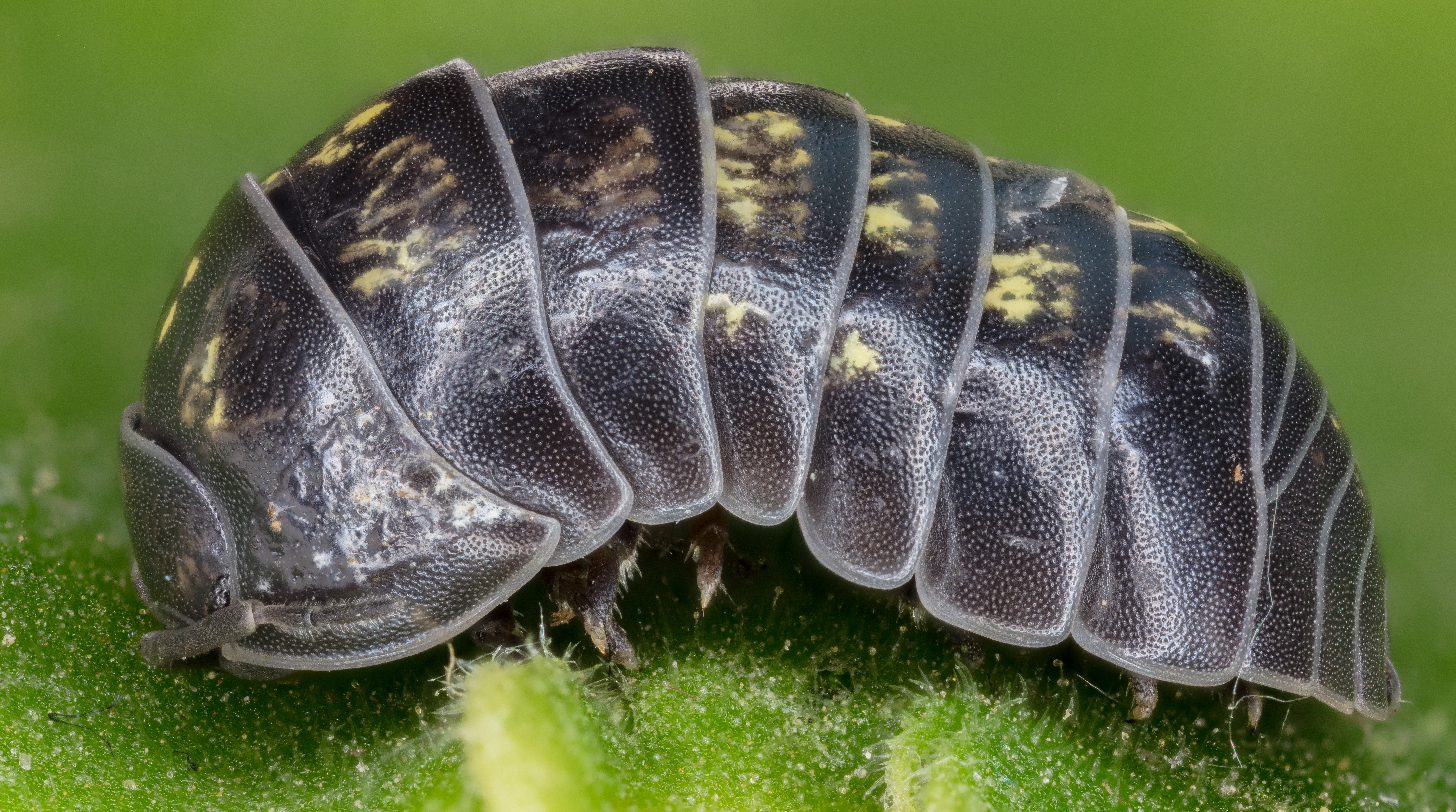
一連のアーチ状の背板に覆われたダンゴムシの体
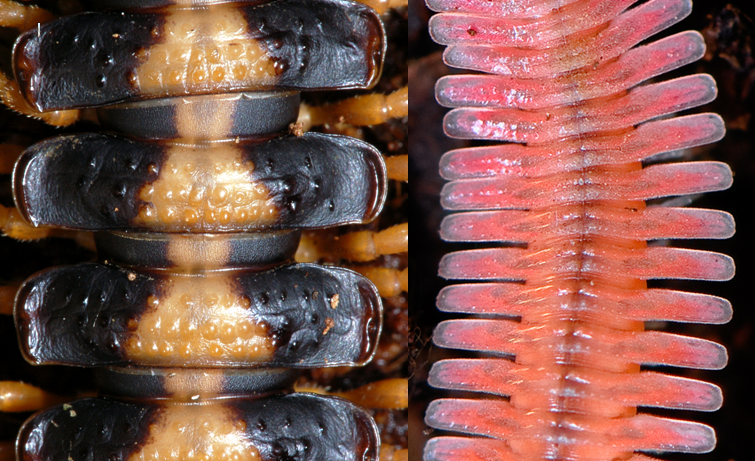
側庇が突出したヤスデの背板（体環背面）
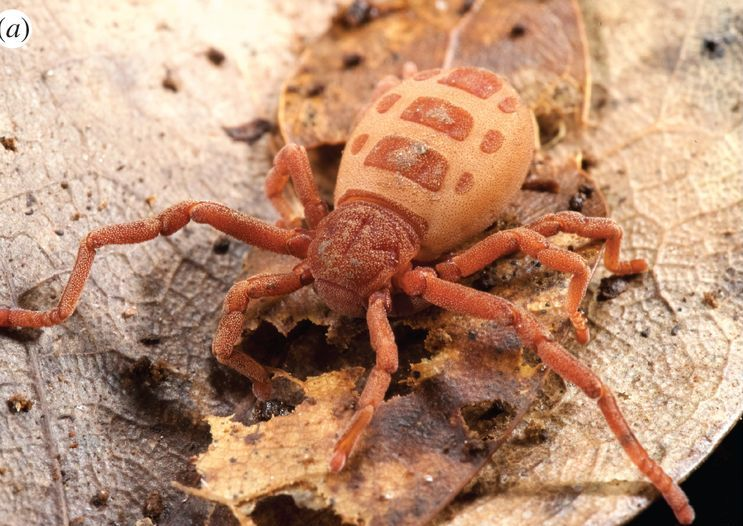
横で3枚に分かれた背板をもつクツコムシ

背板は原則として1体節つきに1枚のみをもつ。ただし、1体節の背板が更に複数枚に細分する（クツコムシの後体・ジムカデの胴部など）・隣接した体節の背板が癒合する（カブトガニの後体・三葉虫の尾部など）・腹面の外骨格（腹板）と癒合してリング状の体環（body ring）をなしている（サソリの終体・多くのヤスデの胴部など）など、様々な特化様式も挙げられる。
三葉虫のように、背板が張り出した両縁をもつ場合、本体を覆いかぶさった中央の部分は軸部（axial lobe, axial region, syntergite, medial tergite）、残りの出張った左右の部分は肋部（pleural lobe, tergopleura (複：tergopleurae), pleurotergite (複：pleurotergites), paratergite）として区別できる。肋部は "側板"（pleura (複：pleurae), pleuron, pleurite）と呼ばれる場合もあるが、これは昆虫やムカデなどに見られる、おそらく付属肢（関節肢）の基部由来の側板とは別器官である。一部のヤスデは、肋部に似たような側庇（paranota）を背板の両背面にもつ。